# De milagros y de melancolías
De milagros y de melancolías es una novela del escritor argentino Manuel Mujica Láinez. Fue publicada en 1968 por Editorial Sudamericana. La novela, alejándose de los documentados trabajos históricos de Bomarzo y El unicornio, es una historia ficticia narrada como si fuera real. Con humor y sarcasmo, Mujica Láinez, a la manera de las crónicas de Indias, cuenta la fundación de la imaginaria ciudad San Francisco de Apricotina del Milagro y prosigue el relato parodiando el realismo mágico latinoamericano, muy de moda en esos años.

## Argumento
Como si se tratara de una crónica de Indias, el relato comienza con la fundación de la imaginaria ciudad de San Francisco de Apricotina del Milagro, que puede ser una o todas las ciudades fundadas por los conquistadores españoles. El momento fundacional es registrado por el cronista Diego Cintillo, y a partir del cual se desarrollan siglos de historia, en las que seis personajes arquetípicos (el fundador, los gobernadores, el libertador, el caudillo, el civilizador y el líder) participan de seis momentos que son una síntesis de toda la evolución histórica. En el final, hay un Epílogo espiritista, seguido de una graciosa Bibliografía falsa.